# Giorgio Bronzini
Pour les articles homonymes, voir Bronzini.
Pas d'image ? Cliquez ici

a Compétitions nationales et continentales officielles uniquement.

b Matchs officiels uniquement.
Dernière mise à jour le 2 juin 2020.
Giorgio Bronzini, né le 20 avril 1990 à Viadana (Italie), est un joueur international italien de rugby à XV et rugby à sept. Il évolue au poste de demi de mêlée au sein de la franchise italienne de Pro14 de Trévise.

## Biographie

### Carrière

#### En club
Bronzini a commencé à pratiquer le rugby dès l'enfance avec ses frères jumeaux (Pietro et Andrea) au sein de l’équipe de Viadana de sa ville d’origine, occupant initialement le rôle de premier centre. Plus tard, jouant avec les moins de 15 ans, il commence à jouer au poste de le demi de mêlée jusqu'à ce qu'il fasse ses débuts dans le Championnat italien en 2009 toujours avec Viadana.
La saison suivante, il est transféré au Gran Ducato et l'année d'après, il a l'occasion de jouer dans le Pro 12 avec la franchise Aironi. En 2012, il retourne jouer dans le championnat italien avec Viadana pendant deux ans, puis il rejoint Rovigo avec lequel il remporte le championnat Eccellenza 2015-16.
En 2016, il est recruté par le Benetton Trévise et le 12 novembre de la même année.

#### En sélection nationale
Après avoir fait partie de l'équipe nationale émergente, il a disputé son premier match avec l'Italie face à la Nouvelle-Zélande au stade olympique de Rome.
Il est aussi titularisé pour le match suivant contre l'Afrique du Sud qui constituera la première victoire de l'Italie contre cette équipe, avec notamment une performance remarquée du demi de mêlée.

## Palmares
- Championnat italien
Champion avec Rovigo: 2015-16
- Coupe d'Italie
Vainqueur avec Viadana: 2012-2013